# Mixed Nuts (canción)
«Mixed Nuts» (ミックスナッツ Mikkusu Nattsu?) es una canción de la banda japonesa de piano pop Official Hige Dandism, que es distribuida por la etiqueta IRORI Records de Pony Canyon desde el 15 de abril de 2022. Este trabajo fue escrito para ser usado como el primer tema de apertura de la adaptación al anime del manga Spy × Family.

## Antecedentes
Es el primer lanzamiento en aproximadamente 3 meses después de su anterior sencillo «Anarchy». El 18 de marzo de 2022, se anunció en el tráiler del anime Spy × Family que la canción fue escrita y designada como el tema principal de la serie.

## Composición y letras
«Mixed Nuts» es una canción de jazz y pop rock, compuesta en clave de sol bemol mayor y está ambientada en un compás de tiempo común con un tempo de 150 BPM, tiene una duración de tres minutos y 33 segundos. Fue compuesta y escrita por el vocalista Satoshi Fujihara para el anime Spy × Family, con el tema familiar en mente, así como el amor del personaje principal Anya por los cacahuates. «Una vez escuché a Anya decir que le gustaban los cacahuetes. De repente pensé en los cacahuetes y en las nueces mixtas que a menudo como y las busqué, y descubrí que, aunque se ven similares, las nueces que crecen en los árboles y los cacahuetes que crecen bajo tierra se clasifican como dos tipos diferentes, y que los cacahuetes son realmente de un tipo diferente, a pesar de su apariencia». Más tarde declaró: «Sentí que este era el tema de este trabajo, que hay algo interesante en interpretar a una familia falsa mientras se oculta la verdadera identidad y se enfrenta a algo como una familia real, y que la felicidad y la alegría que te llega es todo lo que importa, en lugar de si es genuino o no. Creé este trabajo con eso en mente».

## Video musical
El video musical de «Mixed Nuts» se lanzó el 15 de abril de 2022, el mismo día que se lanzó el sencillo, y fue dirigido por Takuto Shimpo.